# Cornelis de Baellieur
Cornelis de Baellieur est un peintre et un marchand d’art des Pays-Bas méridionaux, baptisé à Anvers le 5 février 1607 et mort dans la même ville le 26 juillet 1671.

## Œuvres

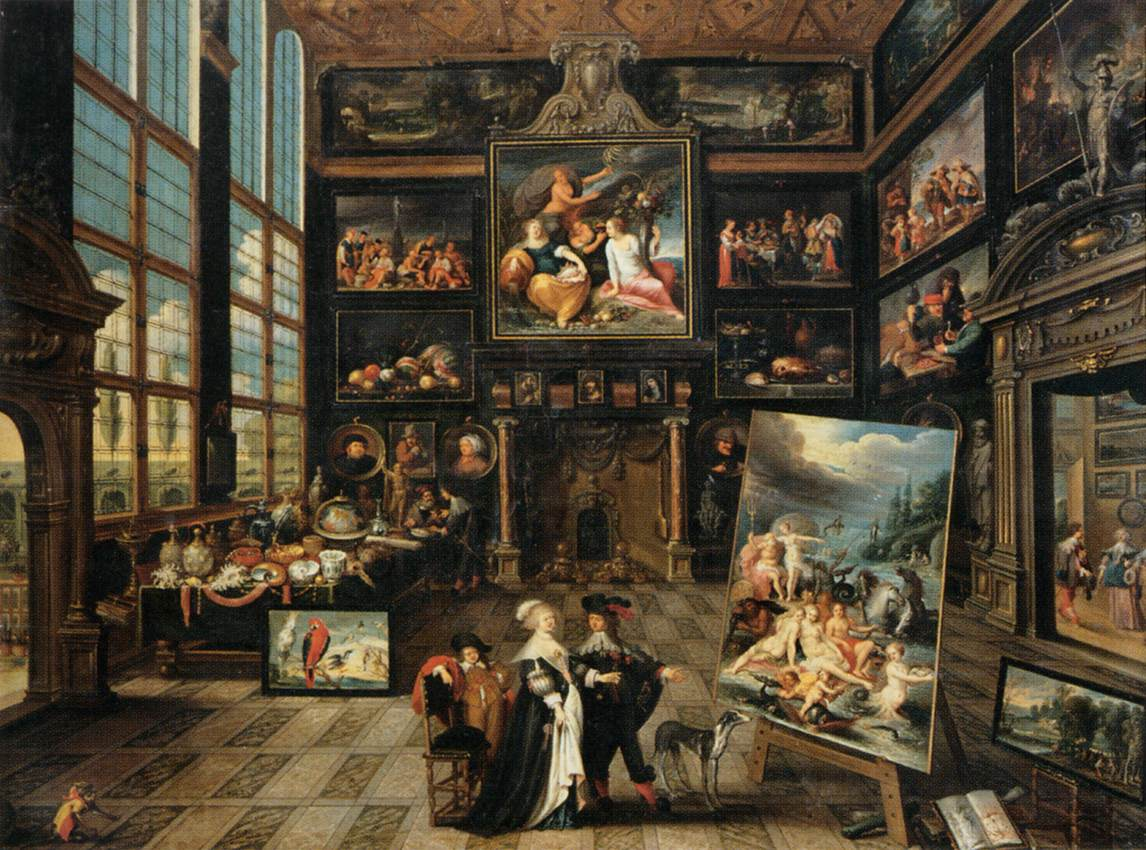
Intérieur d'une galerie de tableaux et d'objets d'art.

Cornelis de Baellieur a peint Intérieur d'une galerie de tableaux et d'objets d'art. Hans Jordaens III s'est chargé de l'architecture et des tableaux aux murs. Cette œuvre, propriété du département des peintures du musée du Louvre (numéro d'inventaire MI 699), est exposée dans L'Europe de Rubens, au Louvre-Lens, du 22 mai au 23 septembre 2013,,.

## Collections publiques
- Cabinet d'amateur, vers 1637, huile sur bois, 51.7 x 74.3 cm, Dijon, musée des beaux-arts de Dijon
- Les Noces de Cana, huile sur toile, 70 x 108,5 cm, Montpellier, musée Fabre